# Staatsschuldenquote in Malta
Die Staatsschuldenquote Maltas gibt das Verhältnis zwischen den maltesischen Staatsschulden einerseits und dem maltesischen nominalem Bruttoinlandsprodukt andererseits an.

## Entwicklung in den letzten Jahren
Die Staatsschuldenquote Maltas stieg aufgrund der Finanzkrise zwischen 2008 und 2013 an. Entsprach die Staatsverschuldung von 3,6 Mrd. Euro Ende 2008 einer Staatsschuldenquote von 60,9 %, so erreichte die Staatsschuldenquote Ende 2013 angesichts eines Schuldenstandes von dann inzwischen 5,2 Mrd. Euro einen Wert von 72,2 %.

## Prognostizierte Entwicklung
Der Internationale Währungsfonds geht davon aus, dass die Staatsschuldenquote Maltas bis Ende 2019 bei einem Schuldenstand von dann 6,2 Mrd. Euro auf 68,5 % zurückgeht. Damit würde Malta das Maastricht-Kriterium von höchstens 60 % weiterhin verfehlen.